# University of Illinois
Die University of Illinois ist ein Verbund staatlicher Universitäten mit drei Standorten (Campus) im US-Bundesstaat Illinois. Die drei Standorte befinden sich in Chicago, Urbana-Champaign und Springfield. Der Präsident der Universitätsverbundes ist seit 2015 der Geophysiker Timothy L. Killeen; zuvor waren B. Joseph White (2005–2009), Michael J. Hogan (2010–2012) und Robert A. Easter (2012–2015) in diesem Amt. Jede der drei Standorte hat darüber hinaus einen eigenen „Chancellor“ (Kanzler).

## Zahlen zu den Studierenden und zum Vermögen
Im Herbst 2021 waren insgesamt 94.750 Studenten an den Universitäten des Systems eingeschrieben. Damit waren die Zahlen der Studierenden in den letzten Jahren stetig angestiegen: 2014: 78.540, 2015: 80.292, 2016: 81.499, 2017: 83.711, 2018: 85.960, 2019: 89.270, 2020: 90.343.
810.505 Menschen sind Ehemalige (Alumni) einer der Universitäten des Systems.
Der Wert des Stiftungsvermögens des University-of-Illinois-Systems lag 2021 bei 3,38 Mrd. US-Dollar und damit 40,6 % höher als im Jahr 2020, in dem es 2,40 Mrd. US-Dollar betragen hatte. Damit lag es auf dem 40. Platz der vermögendsten Universitäten in den USA und in Kanada.

## Standorte

### Urbana-Champaign

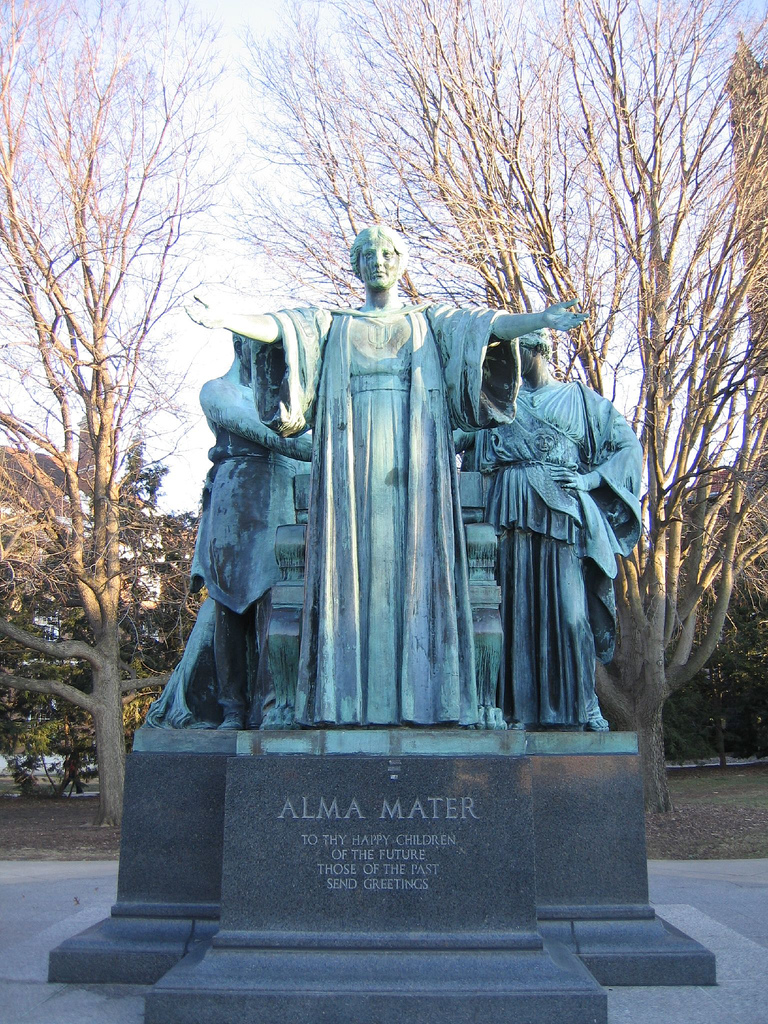
Alma Mater Statue der UIUC

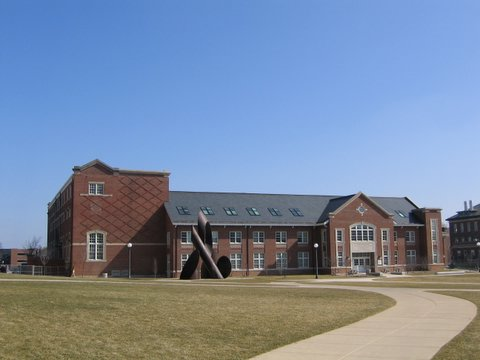
Mechanical Engineering Laboratory

Der Campus Urbana-Champaign (University of Illinois at Urbana-Champaign, UIUC) ist der bedeutendste und angesehenste der drei Standorte. Mit 56.607 Studenten (Herbst 2021) ist er auch der größte Campus der drei. Er befindet sich in den Städten Urbana und Champaign, die mittlerweile eine Doppelstadt bilden, sowie auf ländlichem Gebiet außerhalb der Stadtgrenzen. Auf diesem Campus befinden sich 18 Fakultäten mit über 150 Studiengängen. Der Campusstandort Urbana-Champaign wurde im international angesehenen Ranking des Institute of Higher Education, Jiao Tong University Shanghai, als die 20. beste Universität in den USA, und die 26. beste der Welt eingestuft. Das Undergraduate-Programm wurde von US News and World Report als das 38. beste in den USA (Ranking 2008 aller Universitäten) und das elftbeste aller öffentlichen US-Universitäten eingestuft. Besonders hervorzuheben ist die Fakultät der Ingenieurwissenschaft, die an dritter Stelle liegt. Auf Grund des hohen akademischen Ansehens wird UIUC oft als ein Public Ivy bezeichnet.
Die Universität beherbergt unter anderem das National Center for Supercomputing Applications, NCSA. Hier wurde beispielsweise der Mosaic-Browser entworfen oder das NCSA-Telnet geschaffen und seit den 1950er Jahren wurden an der Universität verschiedene Supercomputer Projekte vorangetrieben (ILLIAC). Auch die Elektrotechnische Fakultät genießt als Geburtsort der ersten lichtemittierenden Diode (LED) einen weltweiten Ruf. Die Halbleitertechnik wurde hier in den 1950er und 1960er Jahren besonders intensiv erforscht, und mehrere Nobelpreisträger waren und sind in Lehre und Forschung an der UIUC tätig.
Die Größe und Bedeutung der Universität wird an verschiedenen Details deutlich; so ist die UIUC eine der wenigen Hochschulen, die einen eigenen Flughafen besitzt. Der Flughafen Willard Airport wird unter anderem für Forschungsprojekte genutzt. Ohne die Unterstützung der Universität wäre er kommerziell nicht mehr überlebensfähig; die kommerziellen Fluglinien setzen stärker auf große, zentrale Flughäfen wie O’Hare International Airport bei Chicago, und auch für Downstate Illinois ist die Lage des Flughafens von Bloomington-Normal zentraler, aber deutlich weniger günstig für die Universität.
Des Weiteren befindet sich hier eine der größten öffentlichen Universitätsbibliotheken der Welt, die alleine im Hauptteil mehr als 22 Millionen Bände umfasst und weltweit über den Online-Katalog täglich mehr als eine Million Zugriffe hat. Ein Ergänzungsbau der Bibliothek wurde unterirdisch angelegt, damit das älteste Experimentierfeld der Agrarforschung, Morrow Field, bei der das laufende Experiment schon über 100 Jahre dauert, nicht überschattet wird.
Auch die Zahl der Studentenverbindungen liegt mit 44 „Fraternities“ und 20 „Sororities“, die insgesamt etwa 29.000 Studenten als Mitglieder haben, in den USA an erster Stelle.

### Chicago

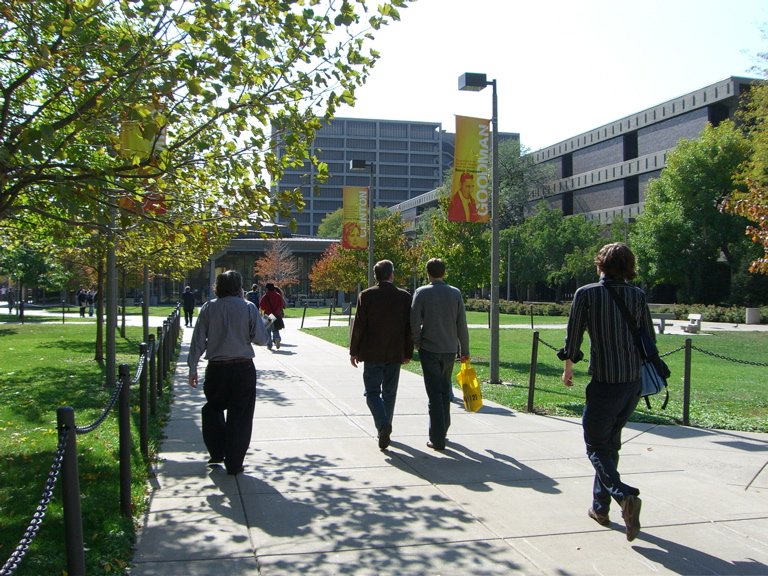
Ostcampus der UIC

Der Campus der University of Illinois at Chicago (UIC) ist mit 34.199  Studenten (Herbst 2021) die größte Universität im Raum Chicago und hat sich über die Jahre mehrfach verändert. Zunächst befand er sich am Navy Pier, wo er ab 1947 als zweijähriges College hauptsächlich der Ausbildung der aus dem Zweiten Weltkrieg zurückgekehrten Soldaten diente. 1965 wurde der Campus auf den heutigen Standort verlagert, in „Circle Campus“ umbenannt und als vierjähriges College geführt. 1982 schloss sich der Chicago Circle Campus mit der im 19. Jahrhundert gegründeten medizinischen Fakultät (University of Illinois Medical Center) zusammen und bildete damit die heutige University of Illinois at Chicago. Auf einer Fläche von 1,2 km² befinden sich über 100 Universitätsgebäude. Das jährliche Budget liegt bei mehr als einer Milliarde US-Dollar. Insbesondere die medizinische Fakultät genießt einen sehr guten Ruf. Zusammen mit zugehörigen Außenstellen in Peoria, Rockford und Urbana-Champaign ist es die größte medizinische Fakultät der USA mit etwa 1.300 Studenten.

### Springfield
Der Campus Springfield (University of Illinois at Springfield) wurde 1969 als Sangamon State University gegründet und erst 1995 in das System der University of Illinois aufgenommen. Er ist mit 3.944 Studenten (Herbst 2021) der kleinste der drei Standorte der University of Illinois und befindet sich in der Hauptstadt von Illinois, Springfield.